# Lässejaure
Lässejaure este o arie protejată (arie de protecție specială avifaunistică — SPA) din Suedia întinsă pe o suprafață de 1.012,9 ha, integral pe uscat.

## Localizare
Centrul sitului Lässejaure este situat la coordonatele 65°34′06″N 18°06′56″E / 65.5683°N 18.1156°E.

## Înființare
Situl Lässejaure a fost declarat arie de protecție specială avifaunistică în aprilie 2003 pentru a proteja 7 specii de animale.

## Biodiversitate
Situată în ecoregiunea boreală, aria protejată nu include niciun habitat protejat.
La baza desemnării sitului se află mai multe specii protejate de  păsări (7): lebădă de iarnă (Cygnus cygnus), cocor (Grus grus), ferestraș mic (Mergus albellus), notatița cu ciocul subțire (Phalaropus lobatus), bătăuș (Philomachus pugnax), ploier auriu (Pluvialis apricaria), corcodel-urechiat (Podiceps auritus).